# Overground

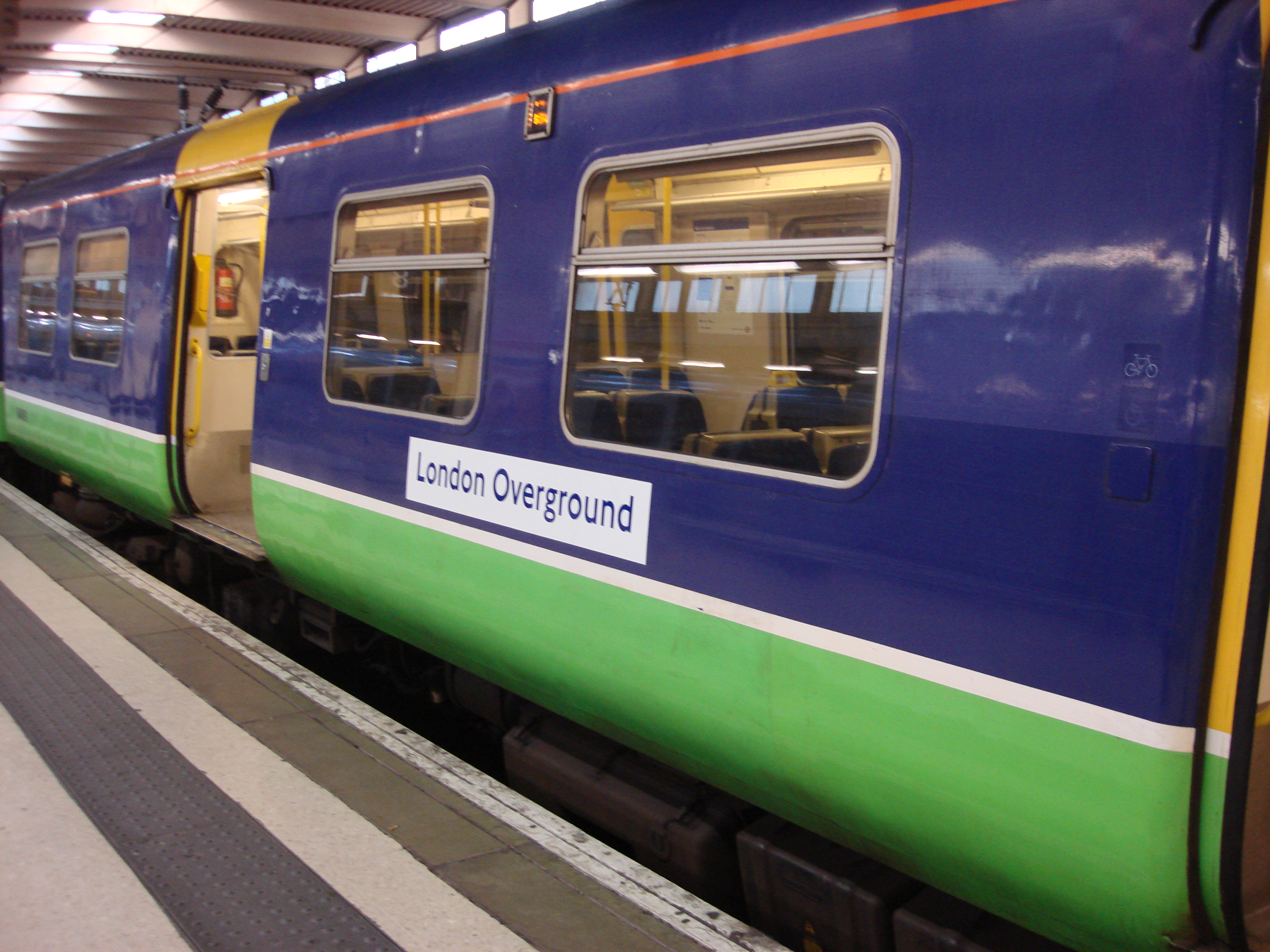
Overground szerelvény

A londoni Overground a  Tfl-el szerződésben lévő London Overground Rail Operations Ltd. (LOROL) által üzemeltetett vasúthálózat, amely 167 km-es pályán, kilenc vonalon, 112 állomást szolgál ki. A jelenlegi hálózat átszállási kapcsolatot kínál a DLR-ra és a metróvonalakra (Bakerloo, Central, District, Hammersmith & City, Jubilee, Northern és Victoria) egyaránt. Az Overground vonalait a metrótérképeken is feltüntetik és betagozódik az Oyster viteldíjfizető rendszerbe. A vonatok többsége hajnali 5 órától éjfélig közlekedik, az alábbi vonalakon:
- North London Line 
(Richmond és Stratford állomások között)
- West London Line 
(Clapham Junction és Willesden Junction/Stratford állomások között)
- Gospel Oak–Barking Line 
(Gospel Oak és Barking állomások között)
- Rumford–Upminster 
(Rumford és Upminster állomások között)
- Watford DC Line 
(Watford Junction és Euston állomások között)
- East London line 
(Highbury & Islington és West Croydon/Crystal Palace, valamint Dalston Junction és New Cross állomások között)
- South London Line 
(Surrey Quays és Clapham Junction állomások között)
- Enfield & Cheshunt Line 
(Liverpool Street és Enfield Town/Cheshunt állomások között)
- Chingford Line 
(Liverpool Street és Chingford állomások között)

## Állomáslista

### North London Line
- Richmond (District, National Rail)
- Kew Gardens (District)
- Gunnersbury (District)
- South Acton
- Acton Central
- Willesden Junction (Bakerloo, Overground)
- Kensal Rise
- Brondesbury Park
- Brondesbury
- West Hampstead (Jubilee, National Rail)
- Finchley Road & Frognal
- Hampstead Heath
- Gospel Oak (Overground)
- Kentish Town West
- Camden Road
- Caledonian Road & Barnsbury
- Highbury & Islington (Victoria, National Rail)
- Canonbury
- Dalston Kingsland (Overground)
- Hackney Central
- Homerton
- Hackney Wick
- Stratford (Central, Jubilee, DLR, TfL Rail, National Rail)

### West London Line
- Clapham Junction (National Rail)
- Imperial Wharf (National Rail)
- West Brompton (District, National Rail)
- Kensington (Olympia) (District, National Rail)
- Shepherd’s Bush (Central, National Rail)
- Willesden Junction (Bakerloo, Overground)

### Gospel Oak–Barking Line
- Gospel Oak (Overground)
- Upper Holloway
- Crouch Hill
- Harringay Green Lanes
- South Tottenham
- Blackhorse Road (Victoria)
- Walthamstow Queens Road
- Leyton Midland Road
- Leytonstone High Road
- Wanstead Park
- Woodgrange Park
- Barking (Hammersmith & City, District, National Rail)

### Watford DC Line
- Watford Junction (National Rail)
- Watford High Street
- Bushey (National Rail)
- Carpenders Park
- Hatch End
- Headstone Lane
- Harrow & Wealdstone (Bakerloo, National Rail)
- Kenton (Bakerloo)
- South Kenton (Bakerloo)
- North Wembley (Bakerloo)
- Wembley Central (Bakerloo, National Rail)
- Stonebridge Park (Bakerloo)
- Harlesden (Bakerloo)
- Willesden Junction (Overground, Bakerloo)
- Kensal Green (Bakerloo)
- Queen’s Park (Bakerloo)
- Kilburn High Road
- South Hampstead
- Euston (Northern, Victoria, National Rail)

### East London line
- Highbury & Islington
- Canonbury
- Dalston Junction
- Haggerston
- Hoxton
- Shoreditch High Street
- Whitechapel (Hammersmith & City, District, National Rail)
- Shadwell (DLR)
- Wapping
- Canada Water (Jubilee)
- Surrey Quays (National Rail)
- New Cross (National Rail)
- New Cross Gate (National Rail)
- Brockley (National Rail)
- Honor Oak Park (National Rail)
- Forest Hill (National Rail)
- Sydenham (National Rail)
- Crystal Palace (National Rail)
- Penge West (National Rail)
- Anerley (National Rail)
- Norwood Junction (National Rail)
- West Croydon (National Rail, Tramlink)

### South London Line
- Surrey Quays (National Rail)
- Queens Road Peckham (National Rail)
- Peckham Rye (National Rail)
- Denmark Hill (National Rail)
- Clapham High Street (National Rail)
- Wandsworth Road (National Rail)
- Battersea Park (National Rail)
- Clapham Junction (National Rail)

### Romford–Upminster Line
- Romford (TfL Rail, National Rail)
- Emerson Park
- Upminster (District, National Rail)

### Enfield & Cheshunt Line
- Liverpool Street (Central, Circle, Hammersmith & City, Metropolitan, TfL Rail, National Rail)
- Bethnal Green
- Cambridge Heath
- London Fields
- Hackney Downs (Overground, National Rail)
- Rectory Road
- Stoke Newington
- Stamford Hill
- Seven Sisters (Victoria)
- Bruce Grove
- White Hart Lane
- Silver Street
- Edmonton Green (National Rail)
- Bush Hill Park
- Enfield Town
- Southbury
- Turkey Street
- Theobalds Grove
- Cheshunt (National Rail)

### Chingford Line
- Liverpool Street (Central, Circle, Hammersmith & City, Metropolitan, TfL Rail, National Rail)
- Bethnal Green
- Hackney Downs (Overground, National Rail)
- Clapton
- St. James Street
- Walthamstow Central (Victoria)
- Wood Street
- Highams Park
- Chingford